# Ель-Мінья
Ель-Мінья — місто, адміністративний центр мухафази Мінья в Єгипті. Вовняна, бавовняна, харчова промисловість, ремесла. Залізнична станція на гілці Каїр — Асуан.
Населення — 235 733 жителя (31 грудня 2005).
Назва міста походить від давньоєгипетської назви Меньят Хуфу. коптською мовою місто називалося Тмуне або Тмоне, що означає «місце проживання», оскільки за 20 км від Ель-Міньї, на східному березі Нілу, розташований монастир, побудований в ім'я Пресвятої Богородиці. Особливим шануванням у монастирі користується храм, який був споруджений в 328 р. імператрицею Оленою в печері, де за легендою знайшли собі притулок Святе сімейство під час втечі до Єгипту. В Ель-Міньї був виявлений коптський текст Євангелія від Юди у складі Кодексу Чакос.
У місті існує університет. Ель-Мінья спланована так, що більшість її вулиць перетинаються під прямим кутом. У місті залишилося багато старих колоніальних особняків, побудованих італійськими архітекторами для місцевих бавовняних магнатів.

## Перлина Верхнього Єгипту
Мінья знаходиться на західному березі Нілу. Місцеві жителі називають її «Перлиною Верхнього Єгипту» (араб.: عروس الصعيد, масрі: عروسة الصعيد дослівно — наречена (русалка) Верхнього Єгипту). Місто займає стратегічне положення в Середньому Єгипті між півднем і північчю. Назва може співвідноситися з відомою давньоєгипетською традицією чи жертовним обрядом, коли жіночу статуетку топили у водах Нілу як жертвопринесення, щоб викликати на річці ранній і високий паводок.

## Відомі особистості
У поселенні народився:
- Ісмаїл Сабрі Абдалла (1923—2006) — єгипетський економіст, політичний діяч.